# Principado de Tarento
El Principado de Tarento, fue un estado en el sur de Italia creado en 1085 por Bohemundo I, el hijo mayor de Roberto Guiscardo de Hauteville, duque de Apulia, Calabria y Sicilia, como parte de la paz entre él y su hermano menor, Roger Borsa después de una disputa sobre la sucesión al Ducados de Apulia y Calabria.
Tarento se convirtió en la capital del principado, que cubría casi todo el talón de Apulia. Durante los siguientes 377 años de historia, a veces era un feudo poderoso y prácticamente independiente del Reino de Sicilia (y después del Reino de Nápoles), a veces sólo era un título, dado a menudo al heredero de la corona o al esposo de una reina reinante. Cuando la Casa de Anjou fue dividida, Tarento recayó en la casa de Durazzo (1394-1463).
Fernando I de Nápoles unió el Principado de Tarento al Reino de Nápoles a la muerte de su esposa, Isabel de Tarento. El principado llegó a su fin, pero los reyes de Nápoles continuaron dando el título de príncipe de Tarento a sus hijos, primeramente al futuro Alfonso II de Nápoles, el hijo mayor de Isabel.